# Чемериця біла
Чемери́ця бі́ла (Veratrum album L.) — багаторічна трав'яниста, з товстим коротким кореневищем рослина родини лілійних. Стебло пряме, 50—150 см заввишки, циліндричне, у верхній частині густо- і коротко-запушене. Листки великі, спіральне розміщені, численні, цілокраї, вздовж складчасті, зверху голі, зісподу — запушені, звужені внизу в широкі піхви; нижні листки яйцеподібно-еліптичні або еліптичні, верхні — ланцетні. Квітки полігамні, зсередини брудно-білі, зовні зеленуваті і злегка пухнасті, зібрані у волотеве суцвіття: нижні квітки двостатеві, верхні — чоловічі. Оцвітина проста, шестироздільна, з видовженоеліптичними або видовженооберненояйцеподібними, загостреним й, звуженими до основи і дрібнозубчастими по краю частками.
Плід — яйцеподібно-еліптична, тригранна коробочка.
Цвіте у червні — липні.

## Поширення
Чемериця біла росте в Карпатах на альпійських луках.

## Хімічний склад
Чемериця біла має хімічний склад подібний до складу чемериці зеленоцвітої, але відрізняється дещо іншим вмістом: співвідношенням компонентів, що його складають.

## Фармакологічні властивості
Чемериця надзвичайно отруйна рослина, тому її здавна використовували для виготовлення сильнодійних отрут. Візантійський лікар Асклепіодот. Отрута складається з «коктейлю» алкалоїдів (більше десятка) та має паралітичні властивості: діє на нервову систему людини, спричинюючи блокаду передачі нервових імпульсів, зупинку дихання та серцебиття. Симптоми отруєння проявляються впродовж кількох годин після вживання рослини — це нудота, блювання, втрата координації рухів (сп'яніння), параліч і смерть. Алкалоїди відкладаються переважно в кореневищі: загальна кількість алкалоїдів у ньому може доходити до 2 %; вміст алкалоїдів в наземних частинах рослин — стеблах, листі, суцвіттях, насінні — відносно менший: в листі від 0,3 % до 1,4 %, в стеблах від 0,09 % до 1,4 %. Алкалоїди не розкладаються під час висушування, тому сухі рослини стають ще більш отруйними внаслідок підвищення концентрації алкалоїдів.